# Castello di Moccò
Das Castello di Moccò (Muhov grad oder auch Grad Mokovo in Slowenisch) ist eine hochmittelalterliche Burgruine in San Dorligo della Valle in der italienischen Region Friaul-Julisch Venetien. Die Reste der Burg liegen in der Nähe des Friedhofes des Ortsteils Sant’Antonio in Bosco mit Blick auf das Rosandratal.
Den größten Teil seiner Geschichte trug die Burg den Namen Mucho oder Mocho, der Name „Moccò“ ist jüngeren Datums.

## Die Burg
Die Ruine der Burg liegt auf dem Gipfel eines Hügels zwischen dem Karstrand und dem Monte San Michele, der sich unterhalb der Siedlung Bagnoli della Rosandra befindet. Den Hügel kann man nur von Nordwesten aus leicht erreichen, wo auch genau der Zugang zur Festung war. Die Burg hatte eine längliche Form und war mit drei Türmen befestigt. Die ersten beiden, die Haupttürme, befanden sich in der Nähe des Eingangs, während der dritte Turm, der Glockenturm, im Osten, zum Tal hin, lag. Die Türme waren ursprünglich höher, aber Ende des 15. Jahrhunderts wurden sie bis zur Höhe der Umfassungsmauer abgetragen.
Heute sind von der Burg nur noch Spuren der Mulden im Gipfelfelsen erhalten, die als Fundamente dienten, sowie ein neun Meter langes Mauerstück mit einer bogenförmigen Öffnung, die vermutlich während des Ersten Weltkriegs entstand, als die Reste als Maschinengewehrstand dienten.

## Geschichte

Die Burgen und Festungen im Rosandratal und im Tal der Breg

Erstmals explizit urkundlich erwähnt wurde die Burg 1233; sie wurde damals „Castro de Mouchou“ genannt. Damals gehörte sie dem Bischof von Triest, der sie „Ministerialen“ überließ, die das Prädikat „de Mucho“ trugen. Die erste Erwähnung einer Familie Mucho stammt aus dem Jahr 1166, also existierte die Burg vermutlich seit dem 12. Jahrhundert.
Die Burg ließen die Bischöfe errichten, um die wichtige Handelsstraße zu kontrollieren, die die Küste mit Laibach verband, und im genannten Bezirk der Muchos zu kontrollieren und zu verteidigen, zu dem die Siedlungen Riçmegne, Gassi, Borst, Breseç, Bagnoli, Preseriani, Creguiani, Sancti Odorici, Sancti Martini und Brde (nach den damaligen Benennungen) gehörten.
Die Burg wurde in Folge eines Krieges, den die Gemeinde Koper gegen die Stadt Triest führte, zerstört und stark beschädigt und 1268 auf Kosten des Patriarchen von Aquileia wiederhergestellt, der die Burg bis zu seinem Tod verwaltete. Danach wurde die Verwaltung der Burg der Stadt Triest anvertraut, mit der Verpflichtung, sie dem neuen Patriarchen zurückzugeben.
Während eines Krieges zwischen dem Patriarchen und der Republik Venedig wurde die Burg von den Venezianern oder einem ihrer Verbündeten eingenommen und 1287 wurde sie von den Truppen des Patriarchats belagert. Es folgte 1289 ein Friedensvertrag, in dem eine Klausel die Rückgabe der Burg durch die Venezianer an den Bischof von Triest vorsah. Der Vertrag wurde aber nicht eingehalten und der Krieg wurde bis zum Frieden von 1291 fortgeführt, das Jahr, in dem die Burg schließlich dem Bischof von Triest zurückgegeben wurde. Dieser überließ, da er mit Schulden belastet war, der Stadt Triest die Burg für 10 Jahre. Bis 1323 blieb die Burg in Besitz des Bischofs, wenn auch fortgesetzt unter der Aufsicht und verlehnt an die Stadt. Um 1334 wurden die Burg und ihr Territorium in den Distrikt Triest einverleibt (und um 1350 taucht auch die Bezeichnung „Mocho“ für die Burg auf).
Im Jahre 1358 entschloss sich die Stadt Triest, die Handelsstraße zu schließen, die in der Nähe der Burg vorbeiführte, um die Händler, die nach Istrien wollten, zu zwingen, über den Pass von Longera zu ziehen, und so den Verkehr in die Stadt umzuleiten. Dieser Akt provozierte einen weiteren Krieg zwischen Triest und Venedig; die Venezianer nahmen Triest 1368 unter Belagerung, aber Triest widerstand ihr dank der Versorgung, die in der Stadt über die vom Castello di Mucho und dem Castello di Moncolano überwachten Straßen ankam. So beschloss die Republik Venedig, die beiden Burgen zu erobern. Moncolano (in der Nähe von Prosecco) fiel im Februar 1369, während die Einnahme des Castello di Mucho durchaus anspruchsvoller war; tatsächlich schlug der venezianische Kapitän Michiel zwei Lösungen vor: Den direkten Angriff mit allen verfügbaren Männern oder eine verlängerte Belagerung. Zu diesem Zeitpunkt kam die Figur des Kapitäns Astolfo Pelosio aus Triest ins Spiel, der damals Kapitän der Burg war. Dieser bot sich an, die Verhandlungen für die Übergabe von Triest zu vermitteln, die sich in den letzten Zügen befanden. Während der Verhandlungen kamen Nachrichten über das Herannahen des österreichischen Heeres zur Entsetzung der Stadt Triest. Die Verhandlungen wurden sofort aufgegeben und Pelosio verbarrikadierte sich auf seiner Burg. In der Zwischenzeit war Triest von den Venezianern erobert worden, während das Castello di Mucho noch ein Jahr lang widerstand, bis schließlich der Friedensvertrag ausgehandelt war, die Burg in die Hände der Republik Venedig übergeben wurde und Pelosio sich zum Herzog von Österreich zurückziehen konnte. So blieb die Burg von 1371 bis 1380 in Händen der Venezianer, die die Struktur an einigen Stellen verbesserten. Nach der Abgabe von Triest an Österreich im Jahre 1382 fiel auch die Burg an den Herzog von Österreich.

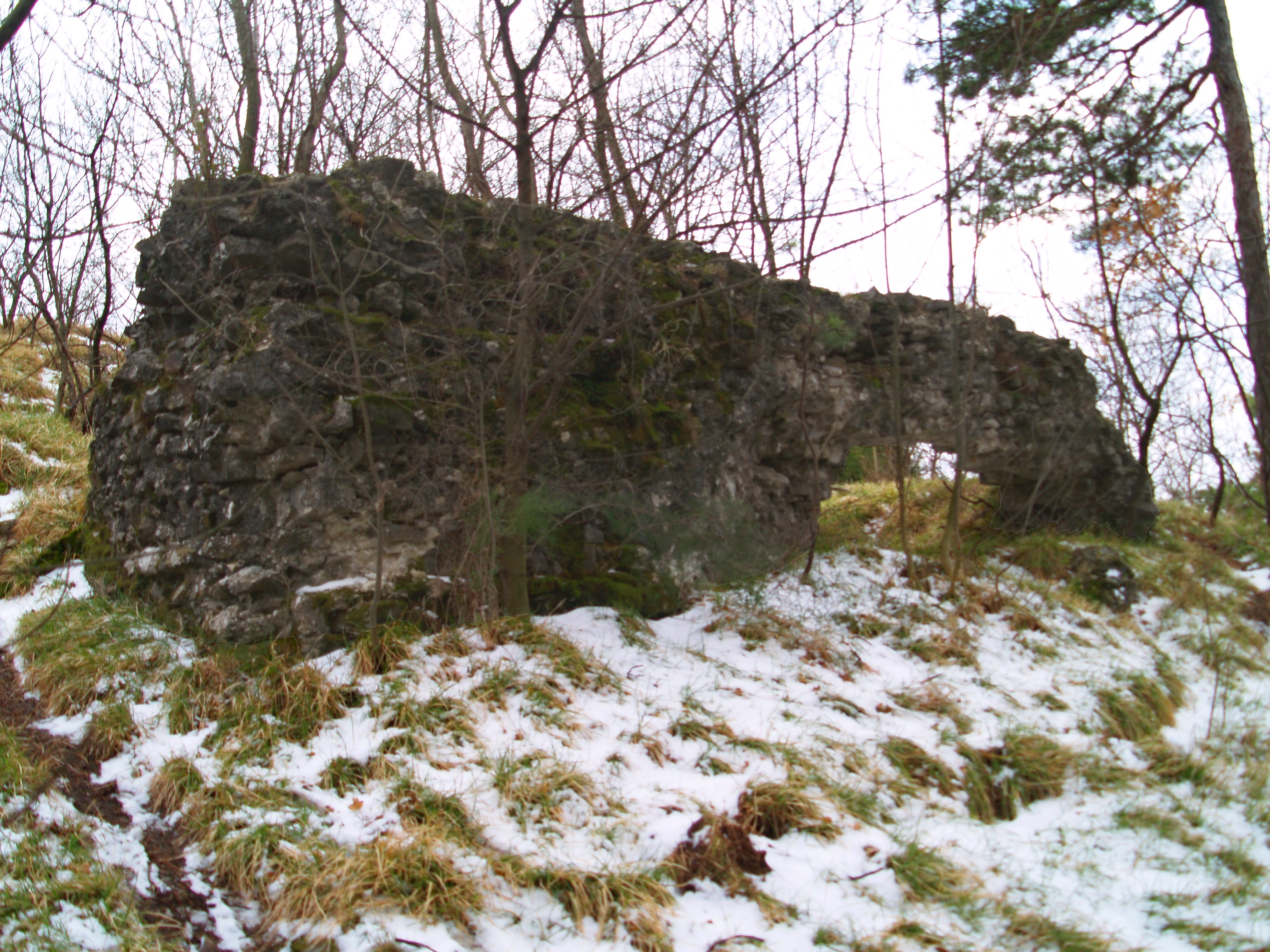
Die vermutlichen Reste der venezianischen Zisterne aus dem 14. Jahrhundert

1461 gelang es der Stadt Triest, einen Vertrag über die Verwaltung des Castello di Mucho zu erhalten. In diese Jahre fällt auch die größte Expansion der Stadt, die zu dieser Zeit bis nach Neuhaus (slowenisch: Podgrad) reichte. Die Stadt befand sich also in einer ähnlichen Situation wie ein Jahrhundert vorher: Alle Händler, die nach Krain in Istrien wollten, mussten durch den Zoll von Triest reisen. Wie ein Jahrhundert vorher brach ein neuer Krieg zwischen Triest und Venedig aus, den die Republik 1463 erneut gewann und so die Territorien von Neuhaus und Mucho eroberte. Die Venezianer, die das Alter der Burg zur Kenntnis nahmen, beschlossen, sie zu modernisieren, die Türme in der Höhe zu kappen und neue Verteidigungsanlagen zu installieren.
1509 brach ein neuer Krieg zwischen dem Haus Österreich und der Republik Venedig aus. Bei dieser Gelegenheit versuchte Triest, die Burg zu erobern, scheiterte aber und bat dann den Kaiser um Hilfe. Im Oktober 1511 erreichte der Bischof von Triest, Pietro Bonomo, an der Spitze der Milizen aus Triest, „200 böhmischer Fußsoldaten“ und „200 kroatischer Reiter“, die Burg und stellte sie unter Belagerung. Nach 20 Bombeneinschlägen gab die venezianische Garnison auf, wie es auch in dem Gedicht von Gerardo de Gerardi heißt. Dieser Eroberung folgte die Besetzung aller kleineren befestigten Gebäude in der Umgebung, einschließlich des Tabor di Draga und des Castello di San Servolo.
Die Burg, die niemals in die Hände der Stadt Triest zurückkehrte, da sie auf Kosten des Kaisers erobert worden war, und in einem Gebiet lag, in dem der Bischof viele Rechte innehatte, also unbequem war und unsicher für die damalige Artillerie, wurde auf Befehl des Bischofs am 11. Oktober 1511 bis auf die Grundmauern niedergerissen.

## Bemerkungen
1. ↑  Einige Autoren tendieren dazu, diese wichtige Handelsstraße als Salzstraße zu definieren, aber die Art des Handelsverkehrs auf dieser Verbindung war sehr viel komplexer, sodass diese Definition in Bezug auf die historischen Daten irreführend ist. Der Handel und die politischen Aspekte in Bezug auf diese Straße sind z. B. in folgender Quelle gut beschrieben: Ferdo Gestin: Trgovina slovenskega zaledja s primorskimi mesti od 13. do konca 16. stoletja.  - Le trafic commercial entre les contreés slovènes de l’intérieur et les villes du littoral de l’Adriatique, du 13e au 16e siècle. SAZU, Ljubljana 1965.